# Force India VJM06
Chronologie des modèles (2013)
Force India VJM05 Force India VJM07
La Force India VJM06 est la monoplace de Formule 1 engagée par l'écurie indienne Force India dans le cadre du championnat du monde de Formule 1 2013. Elle est pilotée par le Britannique Paul di Resta, qui effectue sa troisième saison au sein de l'écurie, et l'Allemand Adrian Sutil, qui fait son retour dans la discipline après un an d'absence à la suite d'un conflit judiciaire avec Gerard Lopez, le propriétaire de l'écurie Lotus F1 Team. Le pilote essayeur est le Britannique James Rossiter. Conçue par l'ingénieur Andrew Green, la VJM06 est une évolution de la Force India VJM05 de la saison précédente.

## Création de la monoplace
Présentée le 1er février 2013 sur le circuit de Silverstone, la Force India VJM06 présente quelques différences par rapport à sa devancière. Le museau cassé de la monoplace a été dissimulé par un cache esthétique ; le nez de la monoplace présente un renflement en son dessous afin de mieux contrôler le flux d'air sous la voiture et les suspensions et l'aérodynamique de la monoplace ont été modifiées, afin de rendre la « voiture beaucoup plus facile à piloter ».

## Résultats en championnat du monde de Formule 1
| Saison | Écurie                     | Moteur              | Pneus   | Pilotes       | Courses | Courses | Courses | Courses | Courses | Courses | Courses | Courses | Courses | Courses | Courses | Courses | Courses | Courses | Courses | Courses | Courses | Courses | Courses | Points inscrits | Classement |
| Saison | Écurie                     | Moteur              | Pneus   | Pilotes       | 1       | 2       | 3       | 4       | 5       | 6       | 7       | 8       | 9       | 10      | 11      | 12      | 13      | 14      | 15      | 16      | 17      | 18      | 19      | Points inscrits | Classement |
| ------ | -------------------------- | ------------------- | ------- | ------------- | ------- | ------- | ------- | ------- | ------- | ------- | ------- | ------- | ------- | ------- | ------- | ------- | ------- | ------- | ------- | ------- | ------- | ------- | ------- | --------------- | ---------- |
| 2013   | Sahara Force India F1 Team | Mercedes V8 FO 108F | Pirelli |               | AUS     | MAL     | CHI     | BAH     | ESP     | MON     | CAN     | GBR     | ALL     | HON     | BEL     | ITA     | SIN     | COR     | JAP     | IND     | ABU     | USA     | BRÉ     | 77              | 6e         |
| 2013   | Sahara Force India F1 Team | Mercedes V8 FO 108F | Pirelli | Paul di Resta | 8e      | Abd     | 8e      | 4e      | 7e      | 9e      | 7e      | 9e      | 11e     | 18e*    | Abd     | Abd     | 20e*    | Abd     | 11e     | 8e      | 6e      | 15e     | 11e     | 77              | 6e         |
| 2013   | Sahara Force India F1 Team | Mercedes V8 FO 108F | Pirelli | Adrian Sutil  | 7e      | Abd     | Abd     | 13e     | 13e     | 5e      | 10e     | 7e      | 13e     | Abd     | 9e      | 16e*    | 10e     | 20e*    | 14e     | 9e      | 10e     | Abd     | 13e     | 77              | 6e         |

Légende : ici
- * Le pilote n'a pas terminé la course mais est classé pour avoir parcouru plus de 90 % de la distance de course.